# أبغر
أبغر، قرية تاريخيَّة من قرى سمرقند، وقيل ناحية بسمرقند ذات قرى متصلة. من أعلامها، أبو يزيد خالد بن كردة الأبغري السمرقندي وأبو عبد الله محمد بن محمد بن عمران الأبغري، كاتب الإنشاء في أيام الدولة السَّامانيَّة، وهو من البلغاء.

### فهرس المنشورات
1. ↑  الحموي (1977)، ص. 74.

### معلومات المنشورات كاملة
الكتب مرتبة حسب تاريخ النشر
- ياقوت الحموي (1977)، معجم البلدان (ط. 1)، بيروت: دار صادر، OCLC:1014032934، QID:Q114913343